# クロロフィル(イド)bレダクターゼ
クロロフィル(イド)bレダクターゼ（chlorophyll(ide) b reductase）は、クロロフィリドb還元酵素（chlorophyllide b reductase）またはクロロフィルb還元酵素（chlorophyll b reductase）として働き、次の酵素反応を触媒する酸化還元酵素である。
クロロフィリドb還元酵素として
71-ヒドロキシクロロフィリド a + NAD(P)+ {\displaystyle \rightleftharpoons } クロロフィリド b + NAD(P)H + H+
反応式の通り、この酵素の基質は71-ヒドロキシクロロフィリドaとNAD(P)+、生成物はクロロフィリドbとNAD(P)H、H+である。
クロロフィルb還元酵素として
71-ヒドロキシクロロフィル a + NAD(P)+ {\displaystyle \rightleftharpoons } クロロフィル b + NAD(P)H + H+
反応式の通り、この酵素の基質は71-ヒドロキシクロロフィルaとNAD(P)+、生成物はクロロフィルbとNAD(P)H、H+である。
組織名は71-hydroxychlorophyllide-a:NAD(P)+ oxidoreductaseで、別名にchlorophyll b reductase、Chl b reductaseがある。
この酵素はクロロフィルbをクロロフィルaに変換する最初の過程を担っている。2つ目の過程は7-ヒドロキシメチルクロロフィルaレダクターゼが担っている。